# Косеуць
Косеу́ць або Косівці (рум. Cosăuţi) — село в Молдові у Сороцькому районі. Розташоване на півночі країни, на правому березі річки Дністер. Є адміністративним центром комуни Косівці, до складу якої входить село Йоржниця. В західній частині села розташований монастир.
Косівці відомі своїми майстрами, що займаються художньою обробкою каменю, виготовляють декоративні елементи для будинків, розп'яття з ликами ангелів, столи, пам'ятники, надгробки тощо

## Історія
Перша документальна згадка про село датується 17 січня 1517 року. В ході археологічних розкопок на місці села було знайдене давнє людське поселення. Недалеко від цієї палеолітичної стоянки розташований середньовічний монастир, який відреставрований у наш час. Монастир був заснований в 1729 році монахами Павлом та Гаврилом. Поруч з монастирем розташоване джерело з мінеральною водою, а трохи далі — дністровські пороги та єдиний в Молдові гранітний кар'єр.

## Державний кордон
Село розташований на кордоні з Україною, поблизу українського міста Ямпіль. Діє міжнародний поромний пункт пропуску Косівці —Ямпіль.
2021 року розпочато спорудження мосту через річку Дністер, що сполучить Косівці з Ямполем. Довжина міждержавного мосту сягне 1400 метрів, а максимальна висота опор — 50 метрів.

## Відомі люди

### Проживали, перебували
- Шаманек Альфред — полковник УГА, начальник Генерального штабу (булави) Української Галицької Армії.

## Галерея

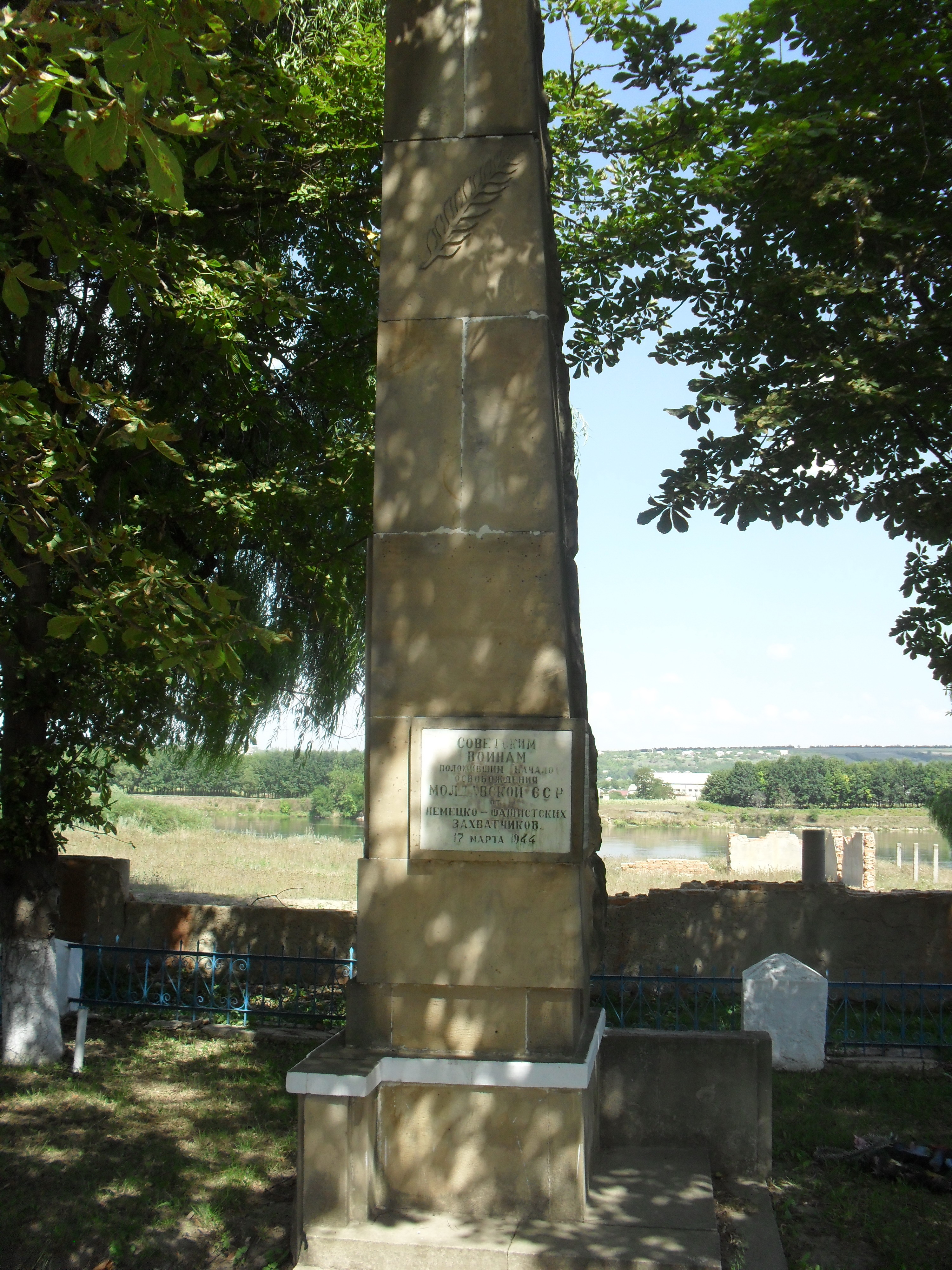
Пам'ятник радянським воїнам, що поклали початок визволенню Молдавської РСР від німецько-фашистських військ
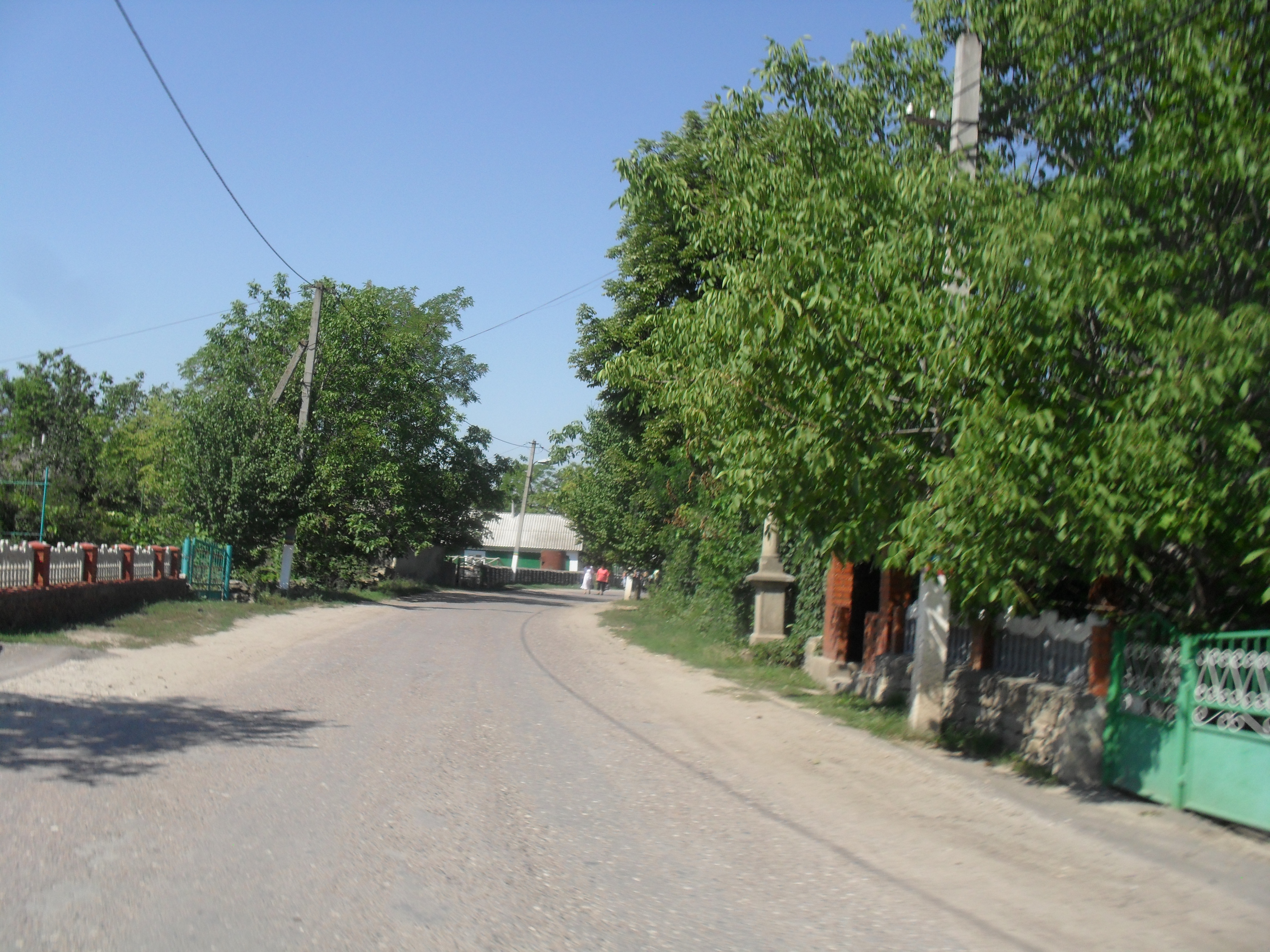
На головній вулиці села
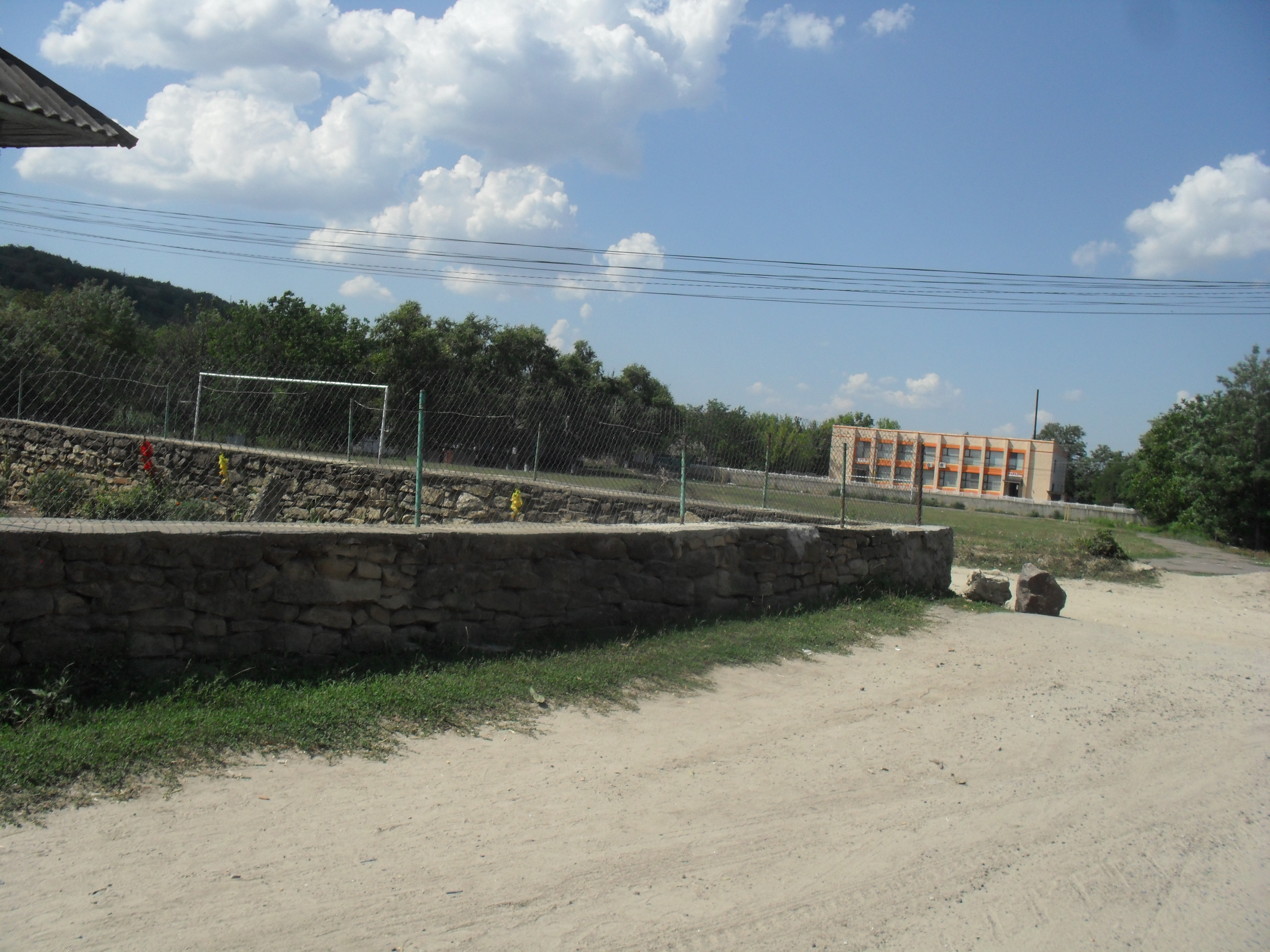
Школа та стадіон
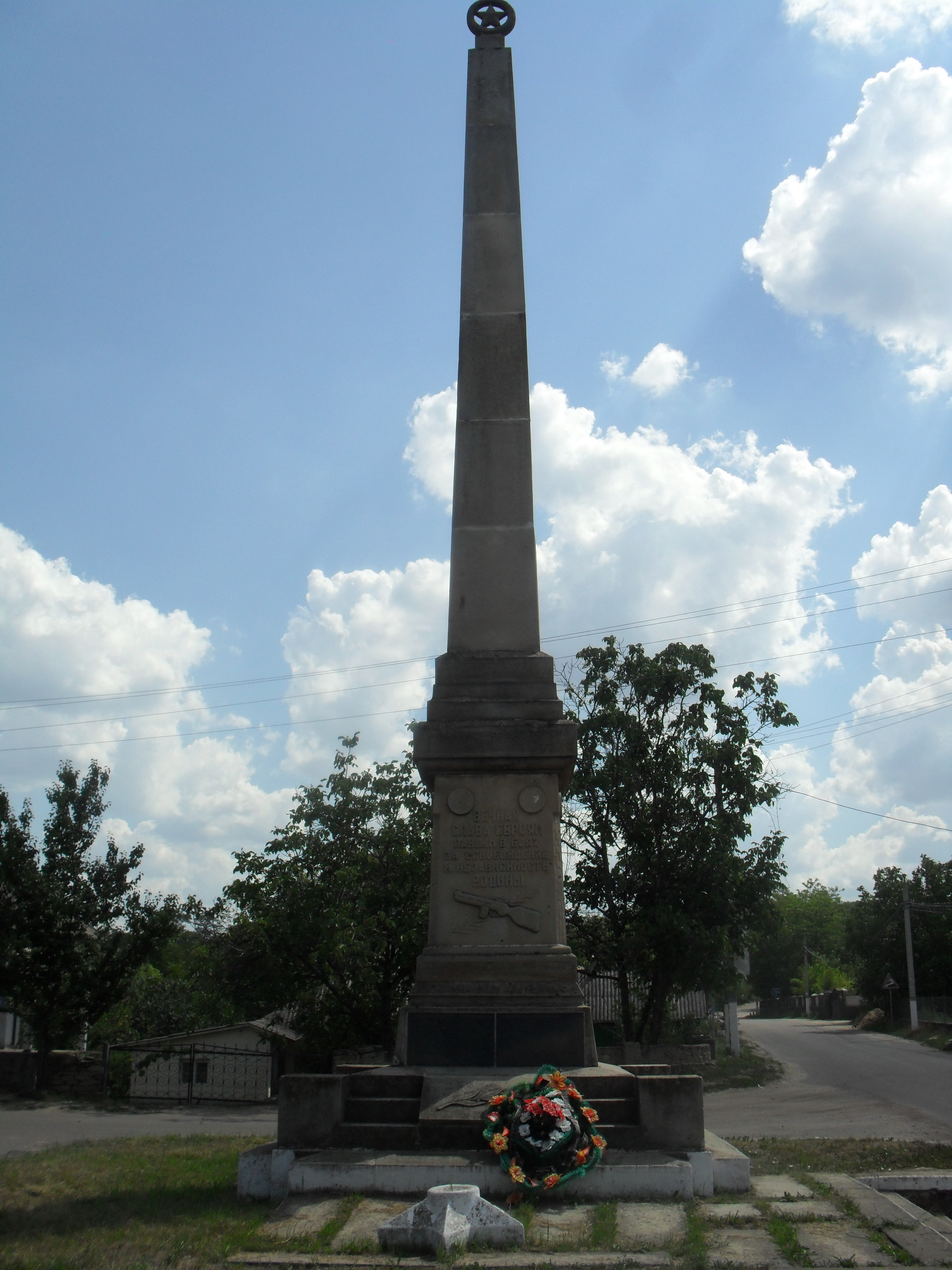
Монумент загиблим воїнам
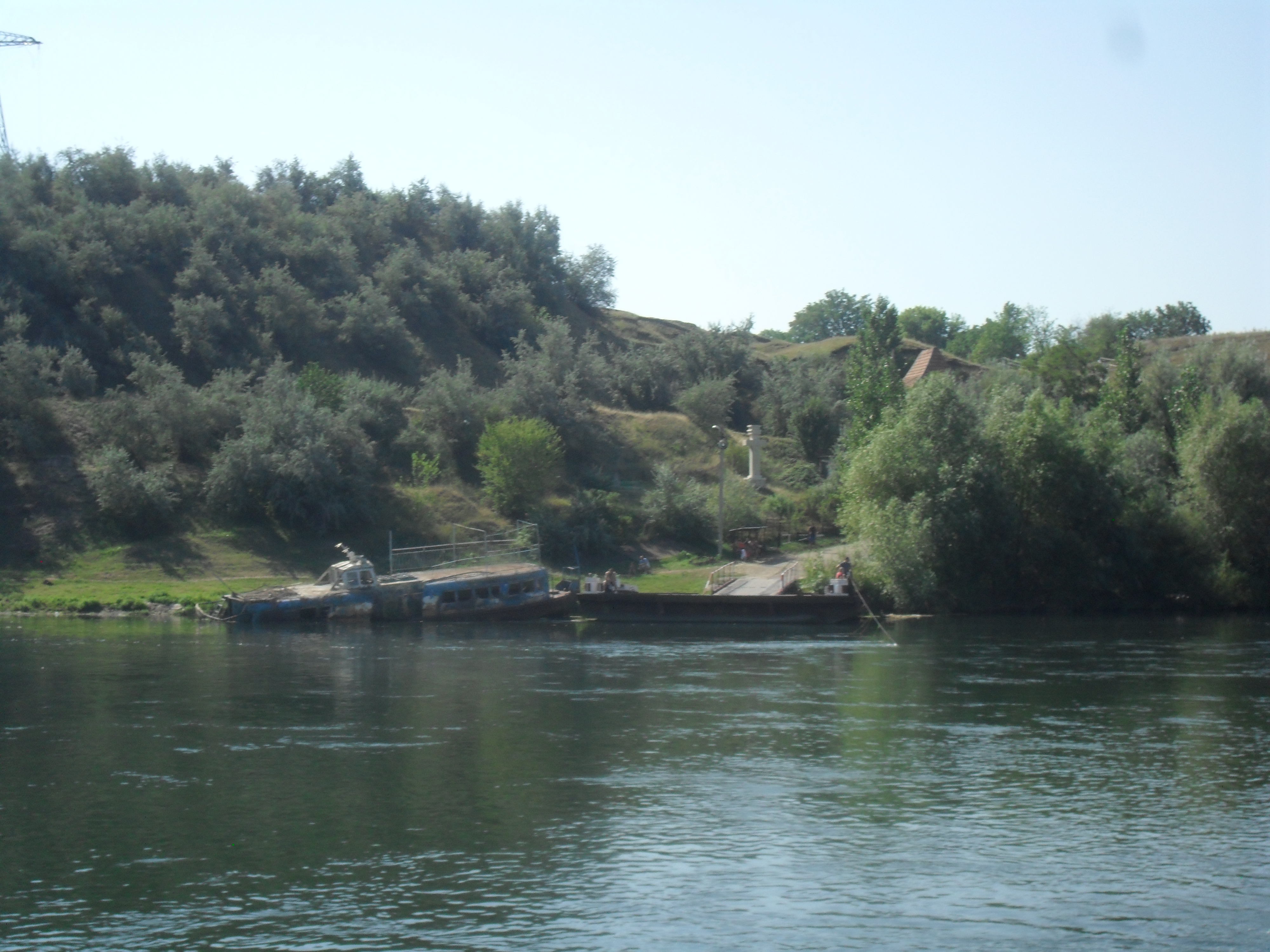
Міжнародний поромний пункт пропуску «Косеуць»
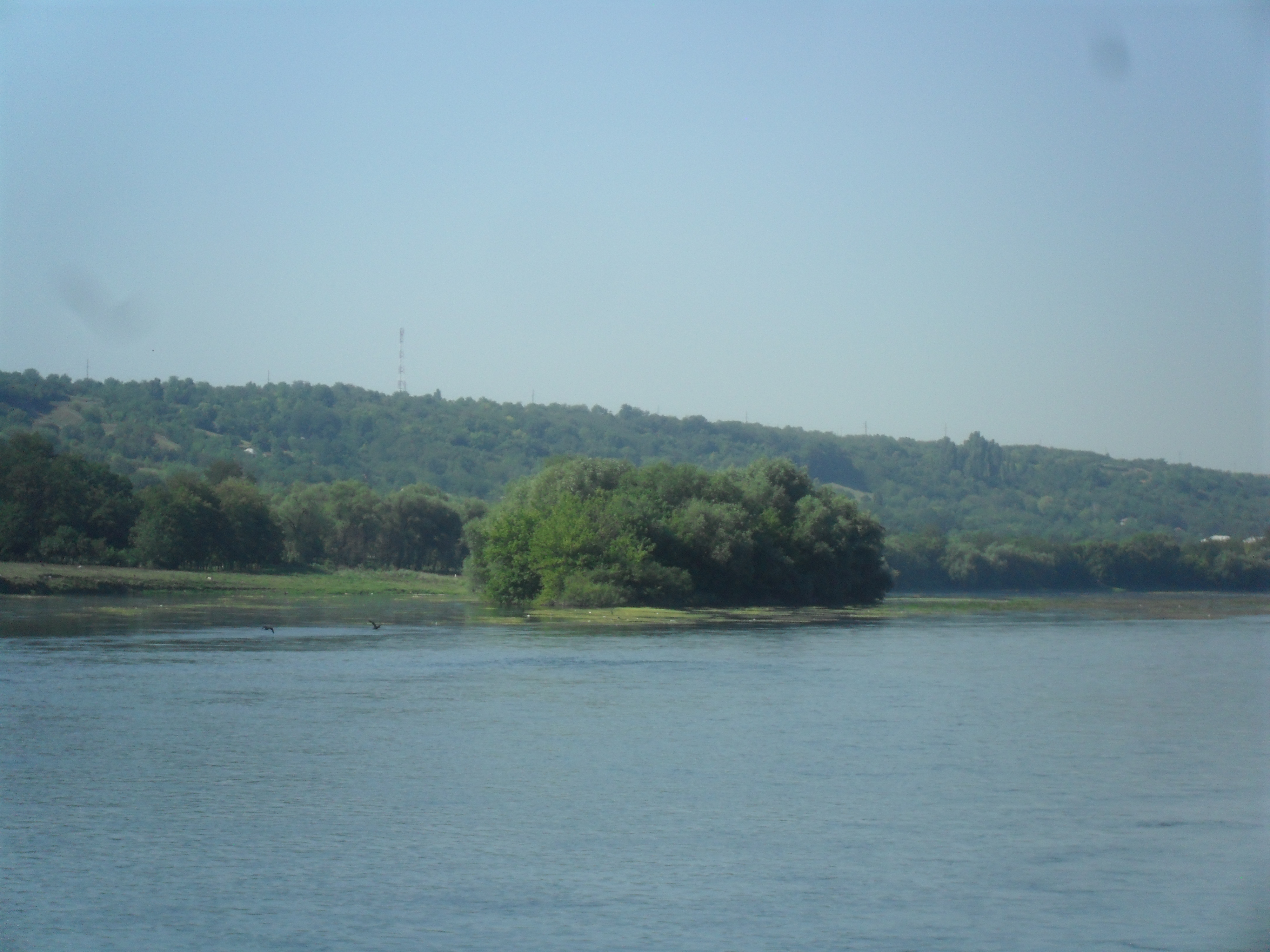
Острів на Дністрі
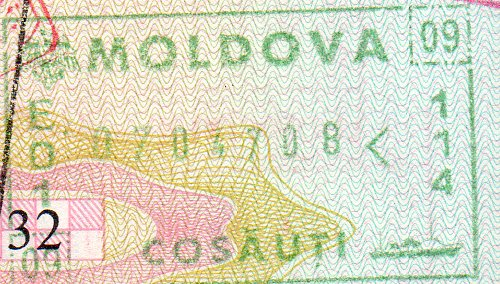
Штамп МПП "Косеуць"

.